# El buque maldito
El buque maldito és una pel·lícula espanyola de terror de 1974 escrita i dirigida per Amando de Ossorio i protagonitzada per Jack Taylor. La pel·lícula va ser rodada en Alacant i Madrid. Es tracta del tercer lliurament de la tetralogia dels «Templers Cecs», integrada també per La noche del terror ciego (1972), El ataque de los muertos sin ojos (1973), i La noche de las gaviotas (1975).

## Argument
Dos models de moda que estan en un vaixell al mar per fer una campanya publicitària desapareixen després de descobrir un estrany galió embolicat en boira i sense tripulació. El creador de la campanya i el seu equip van a la recerca de les noies, trobant ells també el vaixell fantasma. Després de pujar a bord hi descobreixen l'existència dels fèretres de diversos Cavallers templers, que tornen a la vida i maten a la gent.

## Repartiment
- Maria Perschy com Lillian.
- Jack Taylor com Howard Tucker.
- Bárbara Rey com Noemi.
- Carlos Lemos com a Professor Grüber.
- Manuel de Blas com Sergio.
- Blanca Estrada com Kathy.
- Margarita Merino com Lorena Kay.

## Llançament
La pel·lícula s'ha estrenat diverses vegades en DVD al llarg dels anys. Va ser llançada per primera vegada en DVD el 3 de desembre de 2002 per BCI. Blue Underground va publicar posteriorment una versió d'edició limitada el 27 de setembre de 2005; Anchor Bay Entertainment va llançar una altra versió de la pel·lícula més tard aquest mateix any. La pel·lícula es va llançar per última vegada en DVD per Desert Island Films l'1 d'agost de 201.

## Recepció
TV Guide va atorgar a la pel·lícula 1 estrella de 4, criticant que el ritme de la primera hora de la pel·lícula era massa lent, tot i que va elogiar l'ambient i el final de la pel·lícula. Escrivint a The Zombie Movie Encyclopedia, l'acadèmic Peter Dendle va dir que "encara que els ingredients essencials de la recepta provada de Ossorio estan presents, ... aquí no estan tan explotats com les dues primeres pel·lícules". Glenn Kay, que va escriure Zombie Movies: The Ultimate Guide, la va considerar la pitjor de la sèrie. En revisar el DVD Blue Underground, Adam Tyner va escriure: "El galeó fantasma continua sent una millora dràstica respecte a El retorn dels malvats, i, encara que sigui profundament defectuós, la pel·lícula guarda una mena d'encant inexplicable i estrany".